# Merzario
Team Merzario – były włoski zespół wyścigowy założony przez Arturo Merzario w 1977 roku. Zespół uczestniczył w Formule 1, Formule 2 i Włoskiej Formule 3. W 1984 roku został rozwiązany.

## Formuła 1
Merzario to zespół założony w 1977 roku przez byłego kierowcę Ferrari, Williamsa i Marcha, Arturo Merzario. Włoski kierowca postanowił założyć własny zespół po tym, gdy nie znalazł sobie miejsca w żadnym zespole Formuły 1. Team Merzario zadebiutował w Grand Prix Hiszpanii 1977 wynajętym Marchem 761B. Najlepszym rezultatem było 14 miejsce podczas Grand Prix Belgii 1977. We wczesnej części sezonu samochód zespołu Merzario był najszybszym Marchem 761 w stawce, ale w miarę upływu sezonu wyniki pogarszały się. Stąd też Arturo Merzario postanowił o niedokańczaniu sezonu, by skupić się na budowie samochodu na sezon 1978.
Pierwszy własny samochód Merzario, model A1, pojawił się w 1978 roku i był w zasadzie konwencjonalnym bolidem opartym głównie na Marchu 761B. Początkowo był czerwony, przez co upodobnił się do Ferrari 312T2. Użyto silnika Cosworth DFV i skrzyni biegów Hewland. Przed Grand Prix Monako malowanie zmieniło się na czarne. Jedynym ukończonym wyścigiem w sezonie było Grand Prix Szwecji, które Merzario, na skutek długiego pit-stopu, ukończył osiem okrążeń za zwycięzcą. W Grand Prix Włoch wystawiono drugi samochód – dla Alberto Colombo, który jednak nie zakwalifikował się do wyścigu.
Na początku sezonu 1979 wystawiono Merzario A1B, który w stosunku do modelu A1 miał ulepszone przednie zawieszenie i nowe, czarno-żółte malowanie. Model A1B zdołał dwukrotnie zakwalifikować się do wyścigu.
Na europejskie wyścigi Merzario i Simon Hadfield zaprojektowali, oparty na A1, model Merzario A2, również wyposażony w silnik Cosworth DFV i skrzynię biegów Hewland. Samochód był tak skonstruowany, by uzyskać efekt przypowierzchniowy. W Grand Prix Belgii Arturo Merzario złamał ramię i na Grand Prix Monako zastąpił go Gianfranco Brancatelli.
W tym czasie Merzario kupił aktywa zespołu Kauhsen, przejmując samochód prawdopodobnie gorszy niż A1/A2. Powstały na bazie Kauhsena WK model A4, który zadebiutował w Grand Prix Wielkiej Brytanii, także korzystał z kombinacji Cosworth / Hewland, ale nadwozie było mniej masywne, z lepszymi sekcjami bocznymi, efektywniej przepuszczającymi powietrze. Mimo to samochód był wolniejszy niż jego poprzednicy. przepływu powietrza. Jednak samochód znów udało się zakwalifikować do każdego Grand Prix, że wszedł, udowadniając nawet wolniej niż jego poprzednicy. Po Grand Prix Stanów Zjednoczonych Merzario wycofał się z Formuły 1.

## Po Formule 1
Po nieudanych planach zbudowania modelu A5 z powodu problemów finansowych, Merzario wystawił zespół w Formule 2. Zbudowano samochód M1, który wyposażono w silnik BMW. Jednak ta konstrukcja okazała się nieudana i w 1981 roku skorzystano z Marcha 812, na którym Piero Necchi wywalczył dwa podia. W 1982 roku Merzario wystawił również swój zespół we Włoskiej Formule 3. Od 1983 roku Merzario ponownie wystawiał własne samochody w Formule 2. W 1984 roku Arturo Merzario rozwiązał zespół.

## Wyniki
| Legenda oznaczeń w tabelach wyników Wyświetl szablon na nowej stronie | Legenda oznaczeń w tabelach wyników Wyświetl szablon na nowej stronie                                                                     |
| Oznaczenie                                                            | Wyjaśnienie |
| --------------------------------------------------------------------- | --- |
| Złoty                                                                 | Zwycięzca lub mistrzostwo |
| Srebrny                                                               | 2. miejsce lub wicemistrzostwo |
| Brązowy                                                               | 3. miejsce lub II wicemistrzostwo |
| Zielony                                                               | Ukończył, punktował (w klasyfikacji generalnej, gdy zdobył co najmniej jeden punkt na przestrzeni sezonu, poza trzema powyższymi opcjami) |
| Niebieski                                                             | Ukończył, nie punktował (w klasyfikacji generalnej, gdy nie zdobył co najmniej jednego punktu na przestrzeni sezonu)                      |
| Czerwony                                                              | Nie zakwalifikował się (NZ) |
| Czerwony                                                              | Nie prekwalifikował się (NPK) |
| Różowy                                                                | Nie ukończył (NU) |
| Różowy                                                                | Niesklasyfikowany (NS) (w klasyfikacji generalnej, gdy nie został sklasyfikowany w żadnym wyścigu sezonu)                                 |
| Czarny                                                                | Zdyskwalifikowany (DK) |
| Czarny                                                                | Wykluczony (WYK/EX) |
| Biały                                                                 | Nie wystartował (NW) |
| Biały                                                                 | Kontuzjowany (K/INJ) |
| Biały                                                                 | Wyścig odwołany (OD/C) |
| Bez koloru                                                            | Został wycofany (WYC/WD) |
| Bez koloru                                                            | Nie przybył (NP/DNA) |
| Bez koloru                                                            | Nie brał udziału w treningach (NT/DNP) |
| Bez koloru                                                            | Nie został zgłoszony (–) |
| Pogrubienie                                                           | Start z pole position |
| Kursywa                                                               | Najszybsze okrążenie wyścigu |
| †                                                                     | Nie ukończył, ale jego rezultat został zaliczony ze względu na przejechanie więcej niż 90% dystansu wyścigu.                              |
| *                                                                     | Sezon w trakcie |
| 1/2/3                                                                 | Punktowana pozycja w sprincie kwalifikacyjnym                                                                                             |
| Lista systemów punktacji Formuły 1                                    | |

### Formuła 1
| Rok  | Samochód     | Silnik      | Opony | Kierowcy               | 1   | 2   | 3   | 4   | 5   | 6   | 7   | 8   | 9   | 10  | 11  | 12  | 13  | 14  | 15  | 16  | 17  | Pkt. | Msc. |
| ---- | ------------ | ----------- | ----- | ---------------------- | --- | --- | --- | --- | --- | --- | --- | --- | --- | --- | --- | --- | --- | --- | --- | --- | --- | ---- | ---- |
| 1977 | March 761B   | Ford DFV V8 | G     |                        | ARG | BRA | RSA | USW | ESP | MON | BEL | SWE | FRA | GBR | DEU | AUT | NED | ITA | USA | CAN | JPN | 0    | –    |
| 1977 | March 761B   | Ford DFV V8 | G     | Arturo Merzario        |     |     |     |     | NU  | NZ  | 14  |     | NU  | NU  | NZ  | NU  | NZ  |     |     |     |     | 0    | –    |
| 1978 | Merzario A1  | Ford DFV V8 | G     |                        | ARG | BRA | RSA | USW | MON | BEL | ESP | SWE | FRA | GBR | DEU | AUT | NED | ITA | USA | CAN |     | 0    | –    |
| 1978 | Merzario A1  | Ford DFV V8 | G     | Arturo Merzario        | NU  | NZ  | NU  | NU  | NPK | NPK | NZ  | NS  | NZ  | NU  | NZ  | NZ  | NU  | NU  | NU  | NZ  |     | 0    | –    |
| 1978 | Merzario A1  | Ford DFV V8 | G     | Alberto Colombo        |     |     |     |     |     |     |     |     |     |     |     |     |     | NPK |     |     |     | 0    | –    |
| 1979 | Merzario A1B | Ford DFV V8 | G     |                        | ARG | BRA | RSA | USW | ESP | BEL | MON | FRA | GBR | DEU | AUT | NED | ITA | CAN | USA |     |     | 0    | –    |
| 1979 | Merzario A1B | Ford DFV V8 | G     | Arturo Merzario        | NU  | NZ  | NZ  | NU  |     |     |     |     |     |     |     |     |     |     |     |     |     | 0    | –    |
| 1979 | Merzario A2  | Ford DFV V8 | G     | Arturo Merzario        |     |     |     |     | NZ  | NZ  |     | NZ  |     |     |     |     |     |     |     |     |     | 0    | –    |
| 1979 | Merzario A2  | Ford DFV V8 | G     | Gianfranco Brancatelli |     |     |     |     |     |     | NPK |     |     |     |     |     |     |     |     |     |     | 0    | –    |
| 1979 | Merzario A4  | Ford DFV V8 | G     | Arturo Merzario        |     |     |     |     |     |     |     |     | NZ  | NZ  | NZ  | NZ  | NZ  | NZ  | NZ  |     |     | 0    | –    |

### Formuła 2
| Rok  | Samochód           | Silnik | Kierowcy             | 1   | 2   | 3   | 4   | 5   | 6   | 7   | 8   | 9   | 10  | 11  | 12  | 13  |
| ---- | ------------------ | ------ | -------------------- | --- | --- | --- | --- | --- | --- | --- | --- | --- | --- | --- | --- | --- |
| 1980 | Merzario M1        | BMW    |                      | THR | HOC | NÜR | VAL | PAU | SIL | ZOL | MUG | ZAN | PER | MIS | HOC |     |
| 1980 | Merzario M1        | BMW    | Arturo Merzario      | NU  | NU  | NU  |     | 9   | NU  |     | 16  | 17  | NW  |     | NU  |     |
| 1980 | Merzario M1        | BMW    | Guido Daccò          |     |     | 11  | NU  |     |     |     |     |     |     |     |     |     |
| 1980 | Merzario M1        | BMW    | Piero Necchi         |     |     |     | NU  | NU  | 12  | NU  | NU  | NU  | NU  | NZ  | 12  |     |
| 1981 | March 812          | BMW    |                      | SIL | HOC | THR | NÜR | VAL | MUG | PAU | PER | SPA | DON | MIS | MAN |     |
| 1981 | March 812          | BMW    | Piero Necchi         |     | NW  | 6   | NU  | NU  | 3   | 3   | 11  | 7   | NU  |     |     |     |
| 1981 | March 812          | BMW    | Gianfranco Trombetti |     |     | NU  |     | NZ  | NU  | NU  | 12  | 12  |     | 12  | 13  |     |
| 1981 | March 812          | BMW    | Arturo Merzario      |     |     | NW  | NU  |     |     |     |     |     |     |     | NU  |     |
| 1981 | March 812          | BMW    | Marco Brand          |     |     |     |     | NZ  |     |     |     | NU  |     |     |     |     |
| 1981 | March 812          | BMW    | Loris Kessel         |     |     |     |     |     |     | NPK |     |     | 19  |     |     |     |
| 1981 | March 812          | BMW    | Jo Gartner           |     |     |     |     |     |     |     |     |     |     | NZ  | 8   |     |
| 1982 | March/Merzario 282 | BMW    |                      | SIL | HOC | THR | NÜR | MUG | VAL | PAU | SPA | HOC | DON | MAN | PER | MIS |
| 1982 | March/Merzario 282 | BMW    | Jo Gartner           | 6   | NU  | 10  | NU  | NU  | 7   | NU  | 15  | 7   | NU  | NU  |     |     |
| 1982 | March/Merzario 282 | BMW    | Robert Dallest       | NW  | NU  | 6   | NU  |     |     |     |     |     |     |     |     |     |
| 1982 | March/Merzario 282 | BMW    | Guido Daccò          |     |     |     |     |     |     |     |     |     | 12  | 8   | 7   | 13  |
| 1982 | March/Merzario 282 | BMW    | Roberto Campominosi  |     |     |     |     |     |     |     |     |     |     |     | 10  |     |
| 1982 | March/Merzario 282 | BMW    | Harald Brutschin     |     |     |     |     | 13  | NZ  | NZ  | 17  | NU  |     |     |     |     |
| 1982 | March/Merzario 282 | BMW    | Lamberto Leoni       |     |     |     |     |     |     |     |     |     |     |     |     | 14  |
| 1982 | March/Merzario 282 | BMW    | Oscar Pedersoli      | NU  | NU  | 19  | NW  | NU  |     | NU  | NU  | NU  | NU  | NU  | NU  | NU  |
| 1983 | Merzario M28       | BMW    |                      | SIL | THR | HOC | NÜR | VAL | PAU | JAR | DON | MIS | PER | ZOL | MUG |     |
| 1983 | Merzario M28       | BMW    | Guido Daccò          | NU  | NU  | 15  |     |     |     |     |     |     |     |     |     |     |
| 1983 | Merzario M28       | BMW    | Fulvio Ballabio      | NU  | NU  | 14  | NU  |     |     |     |     |     |     |     |     |     |
| 1983 | Merzario M28       | BMW    | Richard Dallest      |     |     |     | NU  | NU  | NU  | 8   |     | 7   | NU  |     | 8   |     |
| 1984 | Merzario M84       | BMW    |                      | SIL | HOC | THR | VAL | MUG | PAU | HOC | MIS | PER | DON | BRH |     |     |
| 1984 | Merzario M84       | BMW    | Stefano Livio        | 10  | 13  | 12  | NU  | 13  | NU  |     |     |     |     |     |     |     |
| 1984 | Merzario M84       | BMW    | Aldo Bertuzzi        | NU  | 12  | NW  |     |     |     |     |     |     |     |     |     |     |
| 1984 | Merzario M84       | BMW    | Max Busslinger       |     |     |     |     |     | 10  |     |     |     |     |     |     |     |